# Matthias von der Recke

Stamwapen von der Recke

Matthias von der Recke, ook bekend als Thies von der Recke zu Neuenburg (Schloss Heiden, 1497-1580), was een zoon van Diederik von der Recke (-1538) en Elisabeth von Hatzfeld. Hij was een nazaat van Johan von der Recke (1370-1420).
In 1525 vertrok hij naar Lijfland. In 1551 werd hij Comtur van Doblen. In 1561 werd de orde onder meester Godhard Kettler ontbonden en de ridders zwoeren trouw aan Sigismund II, de koning van Polen. Kettler werd hertog van Koerland. Recke werd naast Kettler de machtigste man van Koerland. Hij kreeg Doblen met alle goederen, tot welk ook de Neuenburg behoorde, als erfelijk leen. In de akte werd ook Kettler met Doblen beleend, en van de bijzondere positie die Recke voor zich zelf beweerde, wordt niets vermeld. Hij had de koning gehuldigd en wilde daarom de hertog niet als heer erkennen. Hierdoor ontstond een lange strijd tussen Recke en Kettler. Gedurende deze strijd overviel Kettler de burg Doblen en nam Reckes vrouw en kinderen gevangen. In 1576 sloot Recke met Kettler een overeenkomst, om de vernietiging van de burg Doblen te voorkomen. In ruil voor de heerschappij over Doblen bleef het slot Neuenburg en de heerlijkheid voor Recke behouden. Hij bleef een vrije onderdaan onder de koning van Polen en heeft Kettler nooit gehuldigd. De heerlijkheid Neuenburg bedroeg 19 vierkante mijl en bleef tot 1919 in het bezit van de familie. 
Von der Recke was een broer van Diederik von der Recke (1495-1585). In 1564 trouwde hij met Sophia von Fircks (1542-). Uit zijn huwelijk zijn twee kinderen geboren.